# Selecció catalana de touch rugbi mixta
La selecció catalana de touch rugbi mixta és el combinat esportiu de touch rugbi en categoria mixta (homes i dones) que disputa competicions internacionals oficials sota la jurisdicció de l'Associació Catalana de Touch (ACT), entitat reconeguda per la Federació Internacional de Touch (FIT) des del setembre de 2009.

## Copa del Món 2011
El debut de la selecció catalana es va produir a la Copa del Món de touch rugbi de 2011, disputada a Edimburg (Escòcia), en la categoria mixta oberta, aconseguint la dissetena posició. En van formar part jugadors dels quatre clubs de l'Associació Catalana de Touch: Touch Barcelona, Touch Cornellà, Touch Sitges i Touch Poblenou, així com jugadors de rugbi VII, XIII i XV.
En aquest campionat hi van participar 26 seleccions en el conjunt de categories: Alemanya, Anglaterra, Austràlia, Àustria, Bèlgica, Catalunya, Escòcia, Espanya, Estats Units, Fiji, França, Gal·les, Guernsey, Hongria, Illes Cook, Irlanda, Itàlia, Japó, Jersey, Luxemburg, Niue, Nova Zelanda, Països Baixos, Singapur, Sud Àfrica i Suïssa.
Abans del viatge a Edimburg, el secretari general de l'esport de la Generalitat de Catalunya, Ivan Tibau, va rebre el combinat català per desitjar-li molta sort i esperonar-lo a «representar Catalunya el millor possible» en el campionat.